# Гексаграмма (символ)
Гексагра́мма (от греч. ἕξ — «шесть» и γραμμή — «черта, линия») — шестиконечная звезда, образующаяся при наложении двух равносторонних треугольников.
Иногда гексаграмму ассоциируют с иудаизмом, путая со Звездой Давида, но исторически она употребляется в другом историческом, религиозном и культурном контексте, например, в исламе, в восточных религиях и в оккультизме.
Подобные гексаграммы встречаются в современной культуре Нью-эйдж и под другими названиями (Звезда Давида, Звезда Голиафа, Печать Соломона).
В тантризме гексаграмма означает гармонию двух миров — материи (треугольник с направленным вниз остриём) и духа (треугольник, остриё которого направлено вверх).
Также считается, что гексаграмма означает соединение мужского и женского начал (два наложенных друг на друга треугольника); треугольник, направленный углом вниз, символизирует женское начало (лоно), треугольник с углом вверх — мужское (фаллос).

Уникурсальная гексаграмма — пример неправильной гексаграммы
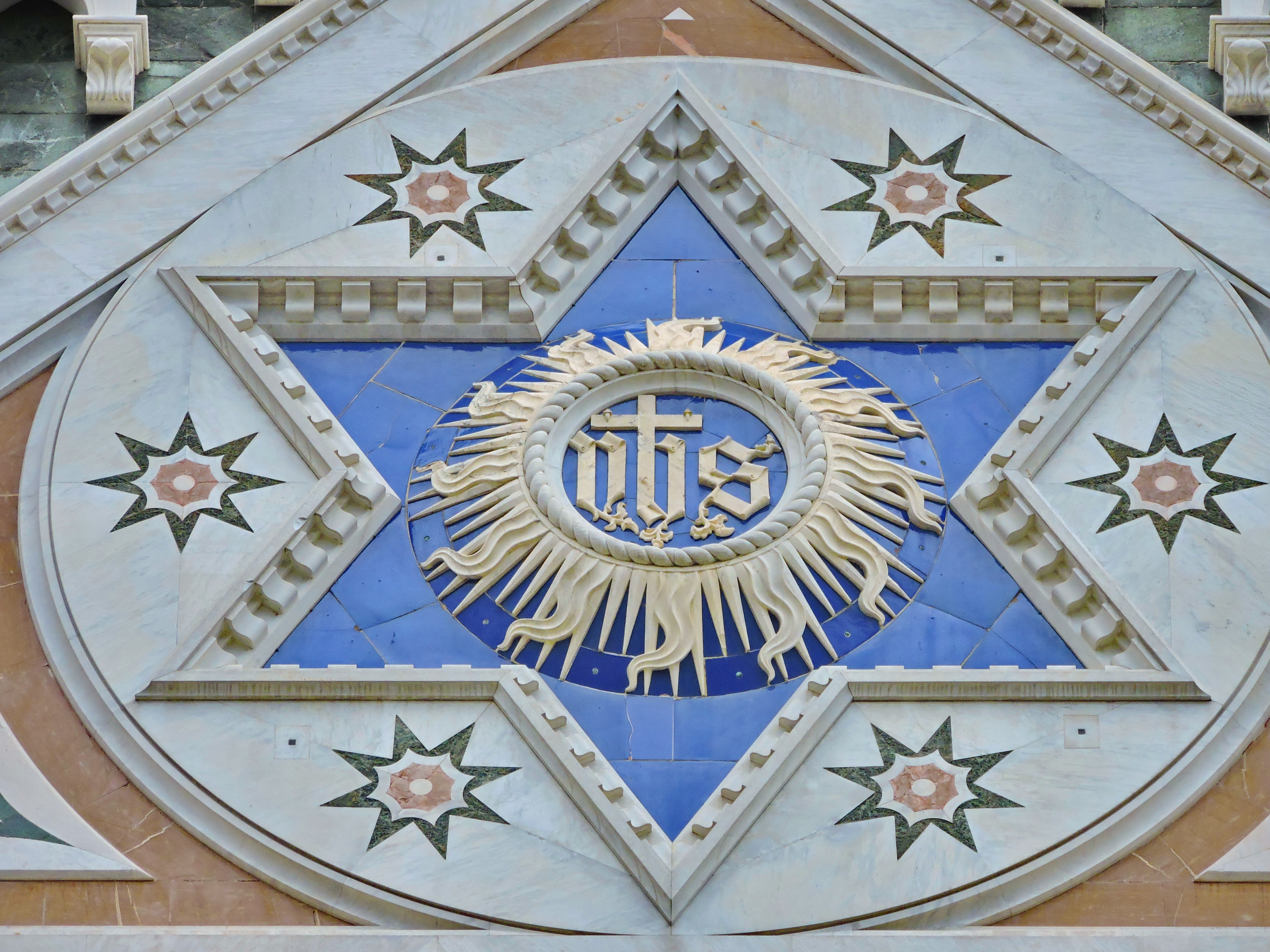
Гексаграмма на фасаде базилики Санта-Кроче во Флоренции
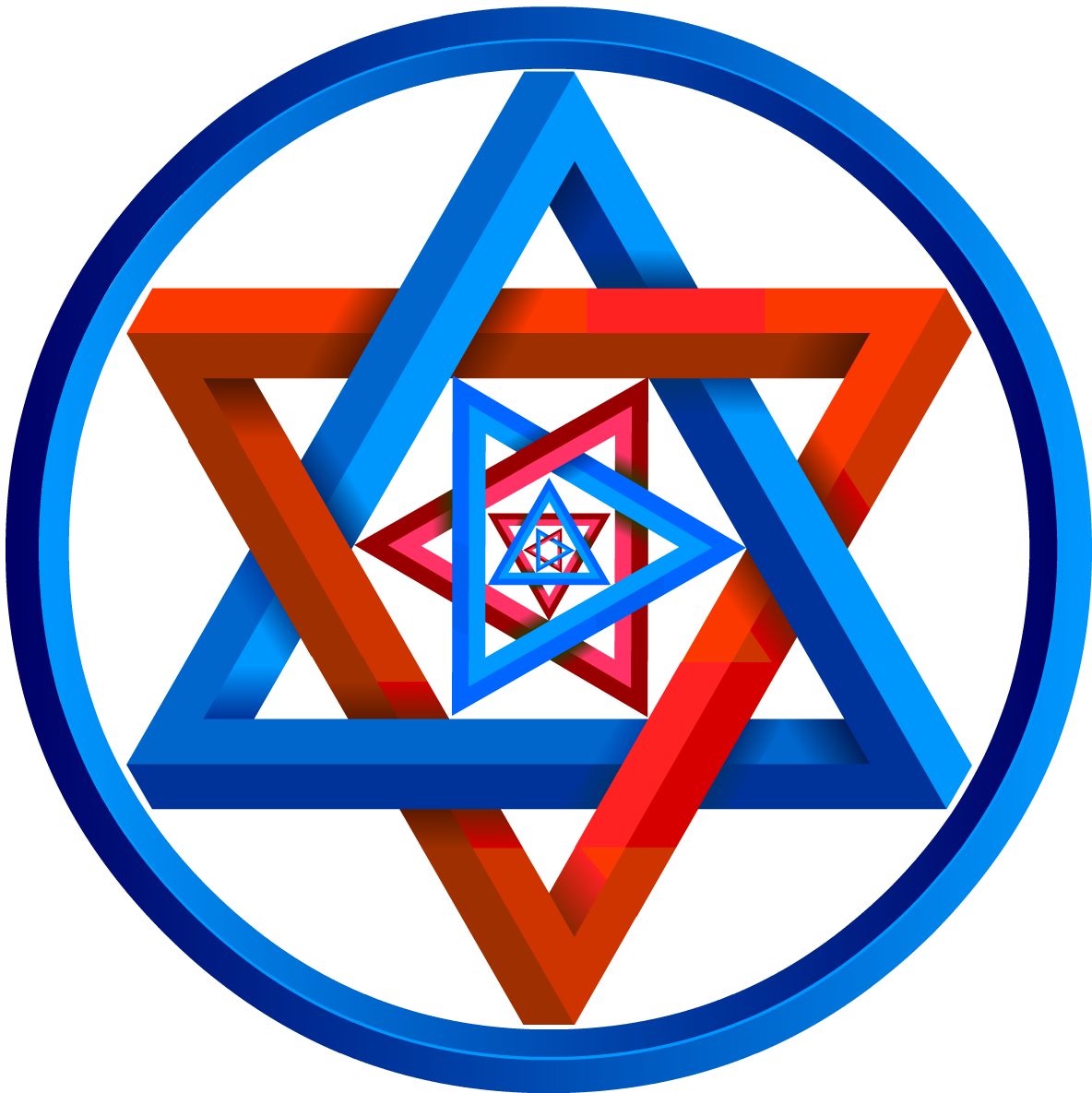
Гексаграммы из треугольников Пенроуза
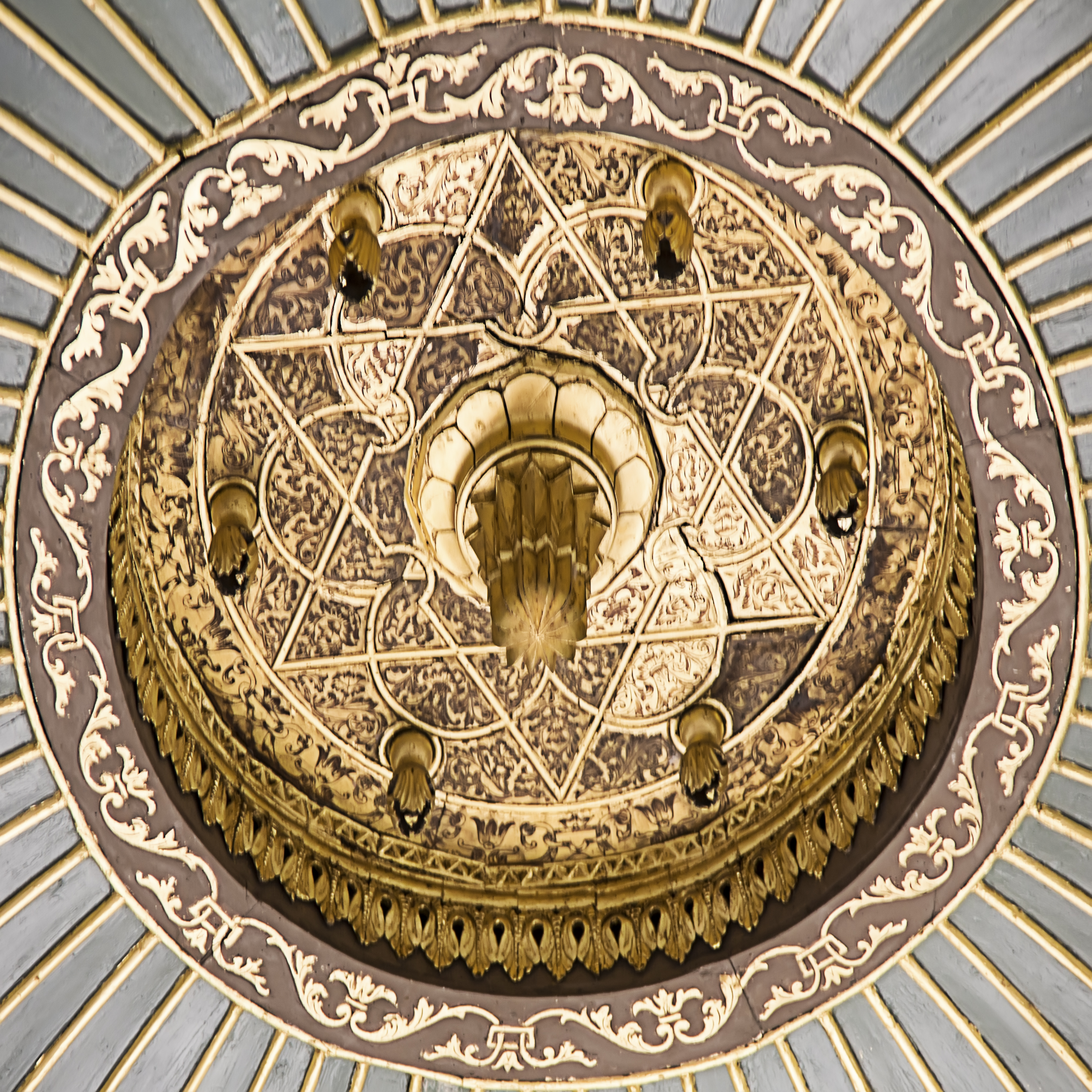
Потолок в Стамбуле
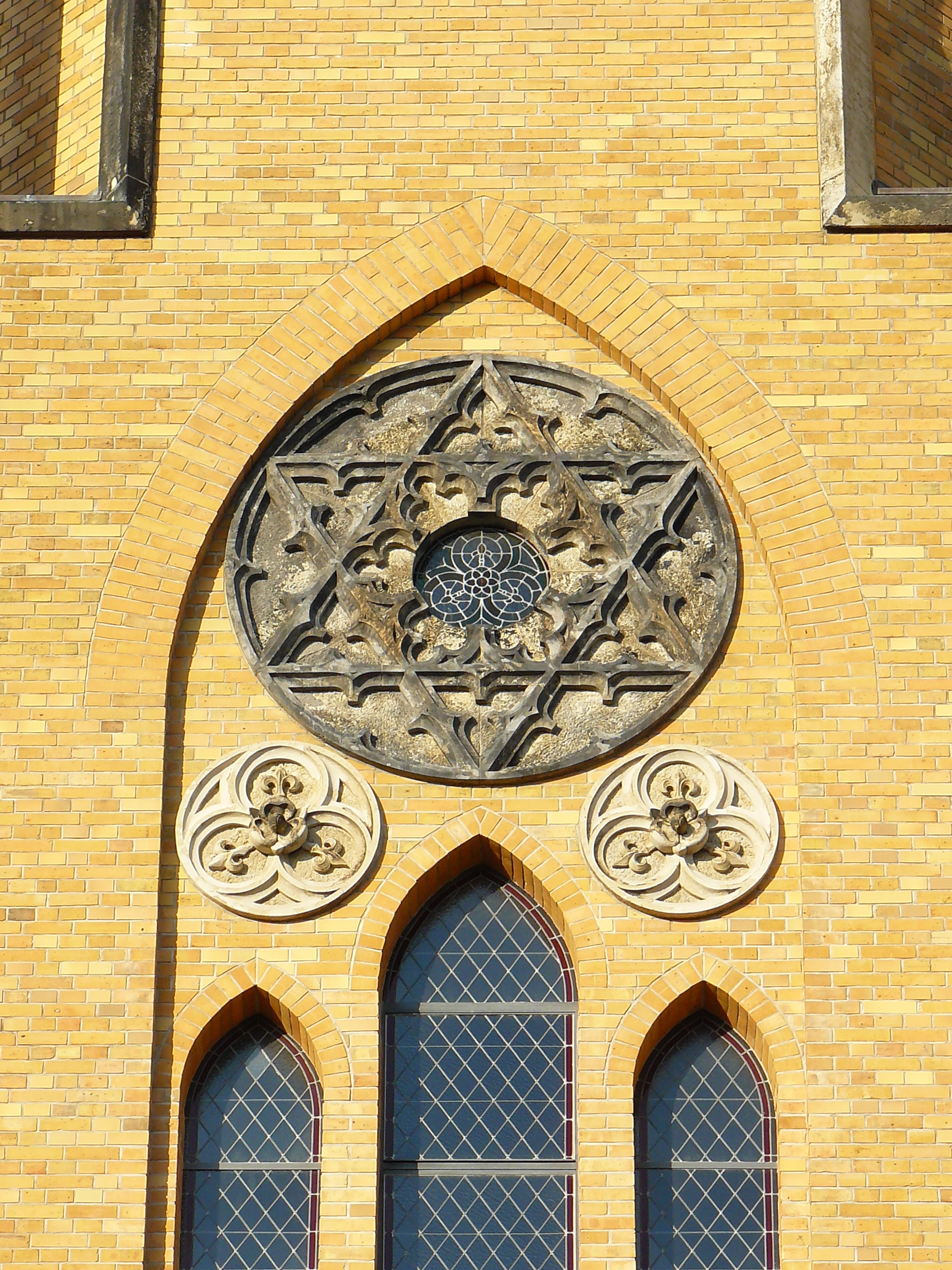
Фасад храма в Лейпциге